# Iris Bettray

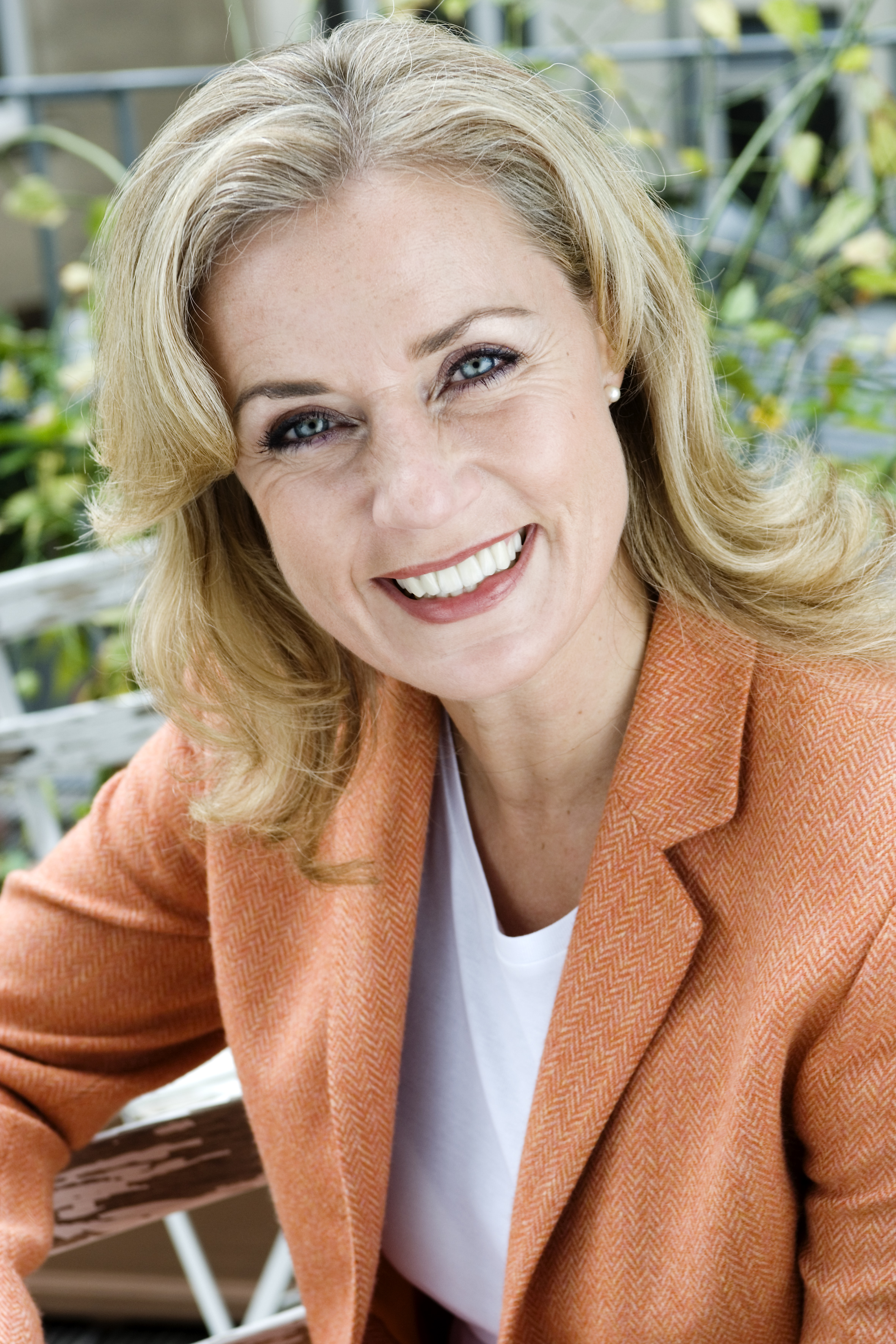
Iris Bettray (2007)

Iris Bettray (* 31. Mai 1963 in Emmerich) ist eine deutsche Fernsehproduzentin und Autorin.

## Leben
Iris Bettray war bereits als Gymnasiastin bei der Tageszeitung NRZ tätig. Sie absolvierte Studien der Germanistik, Geschichte und Politik in Münster und München und arbeitete neben dem Studium beim Goethe-Institut in München und Manchester.
Nach einem Volontariat 1990 beim Presseverlag Schnitzler moderierte sie als Redakteurin für SAT.1 das Verbrauchermagazin Wirtschaftsforum und die Wirtschafts-Talk-Sendung Top-Etage, von 1993 bis 1996 als Chefredakteurin der PRIBAG Fernseh GmbH.  Danach wechselte sie zu RTL,  wo sie zunächst die Talk-Sendung „Kreuzfeuer“, „Greenpeace TV“ und die „Große Reportage“ im RTL Nachtjournal betreute.
1998 wurde sie Redaktionsleiterin bei center tv (später AZ Media) und wurde dort Chefredakteurin, Geschäftsführerin und Vorstand der Produktionsfirma. 2005 gründete sie gemeinsam mit Jutta Pinzler die sagamedia Film- und Fernsehproduktion GmbH, mit einer Niederlassung in Berlin. 2018 gründete sie außerdem die Produktions-Tochter Sagafilmworks GmbH.
Neben ihrer Tätigkeit als Produzentin und Geschäftsführerin arbeitet Bettray auch als Regisseurin und Autorin. Seit 2003 arbeitet sie für die  ZDF-Reihe 37°,  sowie für VOX-Dokumentationen wie  „Die wunderbare Welt der Kinder“ und „Wir werden groß!“
2019 war sie Jurorin des Deutschen Fernsehpreises. Außerdem ist sie seit 2019 Vorstand im Film- und Medienverband NRW und seit 2022 geschäftsführende Vorständin. Iris Bettray engagiert sich zudem ehrenamtlich im Medien-Ausschuss der Stadt Köln und im Lourdes Wallfahrt-Team der Malteser.
Iris Bettray ist verheiratet und hat einen Sohn und eine Tochter. Sie lebt in Berlin und Köln.

## Produktionen (Auswahl)
- 2002–2008:  Mein Baby, RTL
- seit 2003: 37° Reportagen, ZDF
- 2005: Dicke Freundinnen, Arte
- 2005–2014:  Unsere erste gemeinsame Wohnung, RTL
- 2007: Oman – Abenteuer in Arabien, ZDF
- 2008: Umzug in ein neues Leben, RTL
- 2008: Die Rückwanderer, Vox
- 2009: Profiteure der Angst – Das Geschäft mit der Schweinegrippe, NDR
- seit 2010: Teeniemütter – wenn Kinder Kinder kriegen, RTL2
- 2010: Immer diese Nachbarn – ein Fall für Schons,  ZDF
- 2011: Kleine Familie sucht große Liebe,  ZDF
- 2011: Mittelschicht – Angst vor dem Abstieg, Arte
- 2011–2013: Stratmann wandert, WDR
- 2012: Nie wieder Fleisch? Arte
- 2013–2017: Babys! Kleines Wunder – großes Glück! RTL2
- 2013: Traumwohnung in der Traumstadt, ZDF
- 2013–2017: YOLO – Das Jugendmagazin, RTL
- 2013: 40+ – Jetzt oder nie, SWR
- 2013: Dackel – kleiner Hund ganz groß, Arte
- 2013–2016: Duell der Dauercamper, WDR
- 2014: Bis zum letzten Fang? Das Geschäft mit dem Fisch! Arte
- 2015: Die neuen Großgrundbesitzer: das Geschäft mit Europas Boden, Arte
- 2015/2016: Sounds like Heimat – mein Song für deine Stadt, WDR
- 2015/2016: Die WHO – im Griff der Lobbyisten? Arte
- 2016: Spurlos vermisst, Sat.1
- 2016: Taminas Reise Test, WDR
- 2016/2017: Die Faktenchecker, RTL
- 2016/2017: Mao unser Idol – Europäer und die Kulturrevolution, Arte
- 2016/2017: Die wunderbare Welt der Kinder, Vox
- 2016/2017: Zukunft aus dem Drucker – wie 3D-Druck unsere Welt verändert, Arte
- 2017: Duell der Schrebergärtner, WDR
- 2017: Lust auf Wandern, WDR
- 2018 bis heute: LIFE – Menschen, Momente, Geschichten,  RTL
- 2018: Armeen im Griff der Konzerne – Verteidigung als Geschäft,  Arte
- 2018 bis heute: Wir werden groß! Vox
- 2019: Wir werden Hebamme, RTL2